# Gueorgui Chomakov
Gueorgui Chomakov –en búlgaro, Георги Чомаков– (Plovdiv, 6 de abril de 1959) es un deportista búlgaro que compitió en esgrima, especialista en la modalidad de sable.
Ganó tres medallas en el Campeonato Mundial de Esgrima entre los años 1985 y 1987. Participó en dos Juegos Olímpicos de Verano, ocupando el octavo lugar en Moscú 1980 y el octavo en Seúl 1988, en la prueba por equipos.

## Palmarés internacional
| Campeonato Mundial | Campeonato Mundial | Campeonato Mundial | Campeonato Mundial |
| Año                | Lugar              | Medalla            | Prueba             |
| ------------------ | ------------------ | ------------------ | ------------------ |
| 1985               | Barcelona (España) | Medalla de plata   | Sable por equipos  |
| 1986               | Sofía (Bulgaria)   | Medalla de bronce  | Sable por equipos  |
| 1987               | Lausana (Suiza)    | Medalla de plata   | Sable por equipos  |